# Девід Обл
Девід Обл (англ. David Auble; нар. 13 березня 1938, Ітака, Нью-Йорк) — американський борець.

## Діяльність
Обл став дворазовим національним чемпіоном з боротьби NCAA в Корнелльському університеті та членом товариства «Quill and Dagger». На Літніх Олімпійських іграх 1964 року він виступав у чоловічій напівлегкій ваговій категорії у вільному стилі. У 2010 році Обл був включений до Національної зали слави боротьби як почесний член.